# Fermín Castro González
Fermín Castro González (Córdoba, 24 de marzo de 1973) es un escritor español.

## Biografía
Fermín Castro González, escritor. Nacido en Córdoba el 24 de marzo de 1973. Cursó estudios en la Facultad de Filosofía y Letras de Córdoba, Licenciado en Historia, especialidad Historia Contemporánea. Realizó estudios de investigación como: La República de Weimar. Historia de las instituciones religiosas en Córdoba. El saqueo de Córdoba. Historia de la batalla de Alcolea.
Ha colaborado con periódicos como Trafalgar Información, Puente Genil Información, Baena Información, Palma del Río Información, Écija Información y muchos otros de ámbito regional, al mismo tiempo ha participado en la publicación de los comics de Martin Mystere de la Editorial Aleta Comic; colabora en la Revista Margen Cero, en la Revista Bulevar, en Vega Literaria por citar solo algunas.
Ha colaborado en programas de radio como Luces en la Oscuridad de Punto Radio, El Último Peldaño de Radio Regional de Murcia, Espacio en Blanco de RNE, Milenio de Radio Galega.

## Reconocimientos
Primer Premio XVI Certamen Literario Internacional de Motril. (2013)
Finalista XI Concurso de Poesía Los Caños Dorados. (2014)
Finalista I Concurso de Poesía Eres Tú. (2015)
Finalista del I Certamen de Poesía "Poetas de habla Hispana" (2015)
Finalista I Concurso de Relatos Revista RSC (2015)
Primer Premio IX Certamen Literario Alfambra (2015)
Finalista I Premio Nacional de Narrativa Breve Villa de Madrid (2015)
Primer Premio II Certamen Noches Poéticas de Bilbao (2016)
Finalista I Certamen de poesía, poeta Amalio Gran. (2017)
Mención Especial del Jurado. Certamen Internacional Poesía en Honor de la Palabra, Buenos Aires (2017)
Finalista de XVI Premio de Poesía de Miajadas (2019)
Finalista XXI Certamen de poesía Universidad Popular de Almansa (2020)
Finalista V Certamen literario Corcel Negro (2021)
Finalista XXXIV Certamen Literario Joaquín Lobato de relatos cortos (2022)
Finalista XXVIII Premios de poesía Luz: Los mejores poemas (2022)

## Publicaciones
- Los Poderes Ocultos de Adolf Hitler: Historia Esotérica del nazismo.  Editorial Corona Borealis.
- El País Evanescente: Mitos y Leyendas de China. Editorial Corona Borealis.
- El niño que intentaba atrapar una sombra: desvelando a Poe. Editorial Corona Borealis.
- Versos desde el corazón. Editorial Diversidad Literaria (antología de poetas actuales)
- Tú. Ediciones Talento (antología de poetas actuales)
- Ver S.O.S (Editorial Deletras) (antología de poetas actuales)
- Relatos en el filo de una hoja. Editorial Corona Borealis.
- The A.B.C Poe. A limited edition illustrated tribute. David Forges (ilustrador), Fermín Castro (escritor). Ed Play Attitude
- Amor y Poesía. Escritores de habla hispana (antología de poetas actuales). Ed. Toledo S.L
- Los mejores Poemas. Editorial Imagenta (selección poemas para XXIII Premio de Poesía Luz)
- La Calle que tú me das Homenaje a Antología Cercada. Editorial Cuadernos La Gueldera. 2016 Los enigmas ocultos de Shakespeare. Editorial Corona Borealis.
- La X en la palabra. Editorial LUPI (2016)
- El Tercer Sexo. Editorial Corona Borealis (2017)
- La Guerra de Dios. Editorial TAU (2018)
- Desvelando a Lovecraft. Editorial Corona Borealis (2020)
- La princesa Cristales. Editorial Entrelíneas (2021)
- Zikaron. Cinco miradas en verso. Editorial Letras cascabeleras. (2022)